# Александър Гинзбург
Александър Илич Гинзбург (на руски: Алекса̀ндр Ильѝч Гѝнзбург) е журналист, поет, участник в движението за човешки права в СССР и дисидент. Между 1961 и 1969 г. е осъждан три пъти и изпращан в трудови лагери. През 1979 г. е освободен и експулсиран в Съединените щати заедно с четирима други политически затворници (Едуард Кузнецов, Марк Димшиц, Валентин Мороз и Георги Винс) като част от размяна на затворници.

## Семейство и образование
Роден е на 21 ноември 1936 г. в Москва. Баща му Сергей Чижов е руски архитект, арестуван през 1936 година по изфабрикувано дело и загива по време на „следствието“ в началото на 1937 года, два месеца след раждането на Александър. Дядото по бащина линия, археолог, е убит в Москва през 1918 г. по време на Червения терор. Баба му, като православна вярваща, е затворена в „Лубянка“ в края на 20-те години за около две години. Александър Гинзбург се шегува, че е затворник („зека“) трето поколение. Майка му, Людмила Илинична Гинзбург, в младостта си е архитект, после заводски икономист; умира през 1981 г. в Париж.
Получава образованието си в Москва: учи в московското мъжко училище № 12, където се увлича по театъра. След завършване на училището, през 1952 г. отива да работи като актьор и режисьор в младежкия театър на Новосибирск. През 1956 г. се увлича по журналистиката и постъпва задочно в Журналистическия факултет на Московския университет, откъдето е изключен през 1960 г. Работил е във вестник „Московский комсомолец“, по теми като спорт и балет. След изключването от университета работи като стругар, ключар и др.

## Дисидент
Александър Гинзбург е основател на поетичния алманах „Синтаксис“ (1959 – 1960). В него публикува стихотворения на Аронов, Окуджава, Ахмадулина, Бродски и други поети. Това е първото списание „самиздат“ в Съветския съюз, което постига по-широко разпространение и е препечатано. Това е и първото неофициално списание, което се появява с пълното име и адреса на издателя – това трябва да демонстрира нормалност и прави голямо впечатление на читателите. „Издаването на независимо списание в Съветския съюз беше не само невъзможно, то не беше и част от въображението. Впоследствие това изглеждаше толкова просто, но преди беше невъобразимо и изискваше истинско откритие“, пише правозащитникът Ярим-Агаев.

### Първи арест и срок
След три броя на списанието и подготвен четвърти брой Гинзбург е арестуван по обвинение в антисъветска дейност, а материалите са конфискувани. След неуспех на КГБ да намери доказателства и да формулира политическо обвинение, разследващите случайно разбират, че Гинзбург веднъж е издържал изпит по съчинение за зрелостно свидетелство от вечерното училище за свой приятел, бъдещия актьор Александър Юдин. Осъден е „за подправяне на документи“ на две години затвор (максималният срок по този член). Излежава присъдата във Вятлаг, един от големите в системата на ГУЛАГ. След освобождаването си през 1962 г. се завръща в Москва; тъй като е бил изключен от Московския университет, работи като музеен работник, електротехник, стругар и авариен работник в московската канализационна система. Основната заплата не му достига, за да може да живее и затова с помощта на приятелите си той често припечелва пари като „литературен негър“. През 1966 г. постъпва във вечерния отдел на Московския исторически и архивен институт .

### Втора присъда
През декември 1965 г. Александър Гинзбург документира процеса над писателите Юлий Даниел и Андрей Синявски (процес Синявски – Даниел). След като получава запис на съдебното производство при закрити врата, направен от жените на подсъдимите Мария Розанова и Лариса Богораз, и с помощта на други съмишленици той съставя т.нар. Бяла книга, документираща процеса. След това изпраща копия на книгата с обръщение до КГБ и Върховния съвет на СССР, показвайки с това легалния, некриминален характер на своята работа, която счита за обществено важна. Книгата се разпространява и в самиздат и е пренесена контрабандно на Запад. През декември 1966 г. той е призован пред КГБ и му е заповядано да отхвърли Бялата книга, което той отказва да направи. Арестуван е на 23 януари 1967 г. Случаят му е свързан с делото на Галансков, макар че единствената пряка връзка между тяхната дейност е, че и двамата разчитат на една и съща машинописка, Вера Лашкова. Те са обвиняеми по делото на четиримата, в края на което на 12 януари 1968 г. Гинзбург е осъден на пет години в трудови лагери, по член 70 от Наказателния кодекс на РСФСР („Антисъветска агитация и пропаганда“). Изтърпява наказанието си в мордовския лагер ЖХ 385/17 (Озерлаг). Там започва гладна стачка през май 1969 г., защото властите са му попречили да се ожени за годеницата си Ирена Жолковская, която е и възпрепятствана да го посети. През юни му е позволено да регистрира брака си, но след това тя е уволнена от работата си като учител. За този и други протести отново срещу условията в лагерите той е преместен през лятото на 1970 г. във Владимирския затвор.
Гинзбург е освободен, когато приключва петгодишният му срок, на 22 януари 1972 г., и му е позволено да се установи в Таруса, на повече от 100 км от Москва, тъй като според съветските закони попада сред лицата, нямащи право да живеят в радиус на по-малко от 100 км от столицата. Той е приятел на Александър Солженицин, с когото инициира Фонд за помощ на политически затворници. Въз основа на възнагражденията, получени от книгата на Солженицин „Архипелаг ГУЛАГ“, той разпределя средства и материална подкрепа за политически и религиозни затворници в целия Съветски съюз през 70-те и 80-те години. Гинзбург има пълномощно върху фонда след изгонването на Солженицин от СССР през февруари 1974 г., но през април е поставен под полицейско наблюдение и му е забранено да напуска района на Талуса, където живее, дори да ходи до местното кино, и му е забранено да излиза от къщата след 20:00 часа.

### Трета присъда
През 1976 г. Гинзбург става член-основател на Московската хелзинкска група, която наблюдава нарушенията на гаранциите за правата на човека, които съветското правителство е подписало в Хелзинкските споразумения от 1975 г. Гинзбург получава задачата да наблюдава преследването от държавата на по-малките християнски деноминации, за което отново е арестуван през 1978 г. и осъден на осем години лишаване от свобода в колония със специален режим. Международната правозащитна организация „Амнести Интернешънъл“ го признава за „затворник на съвестта“. През април 1979 г. той и още четирима дисиденти са лишени от гражданство и експулсирани от СССР, като са заменени за двама затворени за шпионаж съветски агенти.
През цялата си кариера Гинзбург се застъпва за ненасилствена съпротива. Той вярва в разкриването на нарушенията на човешките права от Съветския съюз и упражняването на натиск върху правителството да изпълнява собствените си закони. Пренася контрабандно своите трудове в чужбина, за да засили външния натиск върху Съветите.

## Емиграция
След година и половина в САЩ той се премества със семейството си в Париж, Франция. Ръководи Руския културен център в Монжерон, а от средата на 80-те години до октомври 1997 г. работи като журналист в емигрантския вестник Русская мысль, като прави ежеседмични обзори под заглавие Хроника текущих событий. Умира на 19 юли 2002 г. в Париж. Погребан е в Пер Лашез.

## Допълнителна информация
- Alexander Ginsburg: obituary //  The Daily Telegraph.   22 July 2002.
- Nivat, Georges, Kravetz, Marc. URSS: gli scrittori del dissenso: Bukowsky, Calamov, Daniel, Guinzburg, Pliusc, Solgeniztin.   Venezia, La Biennale di Venezia, 1977. OCLC 797904993.
- Guinzbourg, Alexandre. Témoignage //  Le manifeste humain précédé par les témoignages de V. Boukovsky, N. Gorbanevskaïa, A. Guinzbourg, E. Kouznetsov.   Lausanne, Editions L'Age d'Homme, 1982. ISBN 2825109207. с. 40–46.2825109207

|  | Тази страница частично или изцяло представлява превод на страницата „Гинзбург, Александр Ильич“ и страницата Alexander Iljitsch Ginsburg в Уикипедия на руски и немски език. Оригиналните текстове, както и този превод, са защитени от Лиценза „Криейтив Комънс – Признание – Споделяне на споделеното“, а за творби, създадени преди юни 2009 година – от Лиценза за свободна документация на ГНУ. Прегледайте историята на редакциите на оригиналните страници тук и тук, за да видите списъка на техните съавтори. ВАЖНО: Този шаблон се отнася единствено до авторските права върху съдържанието на статията. Добавянето му не отменя изискването да се посочват конкретни източници на твърденията, които да бъдат благонадеждни. |